# O Mistério de Robin Hood
O Mistério de Robin Hood, originalmente Xuxa e os Trapalhões em O Mistério de Robin Hood, é um filme brasileiro de 1990, dos gêneros comédia e aventura, dirigido por José Alvarenga Júnior.
Estrelado pela trupe humorística brasileira Os Trapalhões (sem, no entanto, Zacarias, que morreu naquele ano), o filme tem a participação de Xuxa Meneghel.

## Sinopse
O vagabundo Didi (Renato Aragão) é um Robin Hood moderno, que rouba dos contrabandistas e agiotas para dar aos necessitados. Ele mora em um esconderijo próximo a um circo e é apaixonado por Tatiana (Xuxa Meneghel), a filha de um mágico. É neste circo que trabalham Fredo (Dedé Santana) e Tonho (Mussum) , dois funcionários que vivem se metendo em trapalhadas. Além disso, Didi protege Rosa (Duda Little) , uma menina desmemoriada e órfã, cuja existência ameaça os planos do bandido Gavião (Carlos Eduardo Dolabella).

## Recepção
Conrado Heoli em sua crítica para o Papo de Cinema disse que o filme "demonstra o cansaço do grupo [Os Trapalhões] e a dificuldade em permanecer relevantes e inventivos, passadas mais de três décadas dedicadas ao humor. (...) Sem muito valor artístico em figurinos, cenários e até mesmo em seu enredo, o longa acaba como um episódio prolongado da série humorística televisiva, reciclando gags que já foram vistas, sem muita inspiração. (...) [Tem] tantos erros quanto acertos."

## Elenco
- Renato Aragão → Didi / Robin Hood
- Dedé Santana → Fredo (Dedé)
- Mussum → Tonho (Mussa)
- Xuxa Meneghel → Tatiana / Moleque
- Carlos Eduardo Dolabella → Gavião / Detetive Dirceu
- Márcio Seixas → Voz malvada de Gavião
- Duda Little → Rosa / Luísa Cavalcante Rocha
- Juan Daniel → Seu Sebastião "Grand Sebastian"
- Roberto Guilherme → Guarda Leão
- Átila Iório → Proprietário do circo
- Nildo Parente → Pai de Rosa
- Tião Macalé → Tião das Candongas
- Beto Carrero → Ele mesmo
- Gisele Fraga → Greta Star
- Amadeu Celestino
- Breno Moroni → Capanga de Gavião
- Anão Rolinha → Anão do circo